# Luke Cage (sezon 1)
Pierwszy sezon amerykańskiego serialu Luke Cage z 2016 roku na podstawie komiksów o postaci o tym samym imieniu wydawnictwa Marvel Comics opowiada historię Luke’a Cage’a, który w wyniku nieudanego eksperymentu zyskał nadzwyczajną siłę i niezniszczalną skórę. Jest zbiegiem próbującym odbudować swoje życie w Harlemie, który musi się zmierzyć ze swoją przeszłością i stanąć do walki o swoje miasto.
Twórcą i showrunnerem serialu był Cheo Hodari Coker, a za produkcję odpowiadały ABC Studios i Marvel Television. Tytułową rolę zagrał Mike Colter, a obok niego w głównych rolach wystąpili: Mahershala Ali, Simone Missick, Theo Rossi, Erik LaRay Harvey, Rosario Dawson i Alfre Woodard.
Pierwszy sezon Luke’a Cage’a jest częścią franczyzy Filmowego Uniwersum Marvela i stanowi czwarty rozdział Sagi Defenders. Pierwszy sezon, składający się z 13 odcinków, został udostępniony w całości 30 września 2016 roku w serwisie Netflix. W grudniu 2016 roku poinformowano, że zamówiony został drugi sezon serialu, który miał premierę w 2018 roku. Pierwszy sezon Luke’a Cage’a otrzymał pozytywne oceny od krytyków i został wyróżniony w 2017 roku podczas ceremonii Saturn Awards w kategorii najlepszy serial w nowych mediach.

## Obsada

### Główna
- Mike Colter jako Carl Lucas / Luke Cage, były skazaniec z nadludzką siłą i niezniszczalną skórą, który walczy z przestępczością pod nowym imieniem i nazwiskiem jako Luke Cage[3]. David Austin zagrał Carla jako dziecko[4], a Clifton Cutrary jako nastolatka[4].
- Mahershala Ali jako Cornell Stokes / Cottonmouth, właściciel klubu nocnego Harlem’s Paradise i kuzyn Mariah Dillard zajmujący się działalnością przestępczą[5]. Elijah Boothe(inne języki) zagrał młodszego Cornella[6].
- Simone Missick jako Mercedes „Misty” Knight, detektyw nowojorskiej policji w Harlemie[7][8].
- Theo Rossi(inne języki) jako Hernan „Shades” Alvarez, bezlitosny i groźny gangster pracujący dla Diamondbacka[9][8].
- Erik LaRay Harvey(inne języki) jako Willis Stryker / Diamondback, handlarz bronią, przyrodni brat Cage’a. Stryker wrobił go w zbrodnię, za którą Cage siedział w więzieniu[10]. Jared Kemp zagrał Willisa jako nastolatka[4].
- Rosario Dawson jako Claire Temple, była pielęgniarka, która związała się Cage’em[9][8].
- Alfre Woodard jako Mariah Dillard, radna i kuzynka Stokesa, która chce wprowadzić zmiany w Harlemie[11][12]. Megan Miller zagrała młodszą Mariah[13].

### Drugoplanowa
- Frank Whaley jako Rafael Scarfe, skorumpowany detektyw policji pracujący dla Stokesa i partner Misty Knight[8].
- Dawn-Lyen Gardner(inne języki) jako Megan McLaren, reporterka stacji WJBP-TV[14][15].
- Jacob Vargas(inne języki) jako Domingo Colon, przywódca gangu z hiszpańskiej części Harlemu współpracujący ze Stokesem i Dillard[16][15].
- Jeremiah Richard Craft jako Dave Griffith, dzieciak handlujący nagraniami, na których widać superbohaterów w akcji[4].
- Ron Cephas Jones(inne języki) jako Bobby Fish, przyjaciel Popa i Cage’a, który świetnie gra w szachy[17][15].
- Darius Kaleb(inne języki) jako Lonnie Wilson, młody chłopak z Harlemu i syn Patricii[15].
- Jade Wu(inne języki) jako Connie Lin, współwłaścicielka restauracji Genghis Connie[18][15].
- Deborah Ayorinde(inne języki) jako Candace Miller, hostessa pracująca w klubie Harlem’s Paradise[19][15].
- Justin Swain(inne języki) jako Mark Bailey, oficer nowojorskiej policji[4].
- Jaiden Kaine(inne języki) jako Zip, gangster pracujący dla Stokesa[20].
- Sean Ringgold(inne języki) jako Sugar, pracownik Stokesa[21].
- Michael Kostroff jako Noah Burstein, lekarz więzienny, który przeprowadzał eksperymenty na Cage’u, wskutek których zyskał nadludzkie zdolności[22][23].
- Sonja Sohn jako Betty Audrey, kapitan nowojorskiej policji[17][21].
- Tijuana Ricks(inne języki) jako Thembi Wallace, reporterka[24][25].
- John Clarence Stewart(inne języki) jako Alex Wesley, asystent Mariah Dillard[25].
- Karen Pittman(inne języki) jako Priscilla Ridley, inspektor nowojorskiej policji[13].

### Gościnna
- Parisa Fitz-Henley(inne języki) jako Reva Connors, zmarła żona Cage’a, która pracowała jako teraupeutka więzienna[15].
- Frankie Faison jako Henry „Pop” Hunters, były gangster, który prowadzi swój salon barberski[26][15]. Edwin Freeman zagrał młodszego Popa[6]
- Cassandra Freeman(inne języki) jako Patricia Wilson, prawniczka i matka Lonnie’ego[15].
- Clem Chung jako Jin Lin, współwłaściciel restauracji Genghis Connie[15].
- Warner Miller jako Tone, pracownik Stokesa[27][15].
- Brian Marc(inne języki) jako Wilfredo „Chico” Diaz, drobny kryminalista, kolega Smitha i Chapmana[18][15].
- Jermel Howard jako Shameek Smith, drobny kryminalista, kolega Diaza i Chapmana[15].
- Hugues Faustin jako Dante Chapman, drobny kryminalista, kolega Diaza i Smitha[15].
- Rob Morgan(inne języki) jako Turk Barrett, drobny handlarz bronią[28][6].
- Sedly Bloomfield jako Joel Spurlock, właściciel zakładu pogrzebowego w Harlemie[20].
- Chance Kelly(inne języki) jako Albert Rackham, skorumpowany strażnik więzienny, który zrekrutował Carla Lucasa do walk[29][23].
- Thomas Q. Jones(inne języki) jako Darius „Komancz” Jones, więzień z Seagate i kolega Shadesa z celi[14][23].
- Craig Grant(inne języki) jako Reggie „Kłótnik”, współwięzień Cage’a, z którym się zaprzyjaźnił[23].
- Manny Perez jako Perez, skorumpowany porucznik nowojorskiej policji pracujący dla Stokesa[23].
- Sônia Braga jako Soledad Temple, matka Claire[30][21].
- Ninja N. Devoe(inne języki) jako Aisha Axton, mieszkanka Harlemu, która zwróciła się o pomoc do Cage’a[21].
- Mike Britt jako Eddie Axton, ojciec Aishy[21].
- R. Marcos Taylor(inne języki) jako Amos, pracownik Stokesa[21].
- Rachael Taylor jako Trish „Patsy” Walker, przyjaciółka Jessiki Jones i prezenterka radiowa[22][25].
- Danny Johnson(inne języki) jako Benjamin Donovan, adwokat reprezentujący Stokesa i Dillard[13].
- Curtis Cook jako Peter „Pistol Pete” Stokes, szwagier Mabel Stokes, który molestował Dillard jako dziecko[13].
- Latanya Richardson Jackson(inne języki) jako „Mama” Mabel Stokes, babka Cornella Stokesa i Mariah Dillard[13].
- Clark Jackson(inne języki) jako Damon Boone, rywal Dillard na stanowsko radnego[22][13].
- Joniece Abbott-Pratt(inne języki) jako Esther „Etta” Lucas, matka Cage’a[4].
- Natalie Paul(inne języki) jako Dana Stryker, matka Willisa[4].
- Marquis Rodriguez(inne języki) jako Darryl, chłopak mieszkający w Harlemie[31].
- Stephen Rider(inne języki) jako Blake Tower, zastępca prokuratora okręgowego Nowego Jorku[22][32].
- P.J. Marshall jako Mario Green, porucznik nowojorskiej policji[32].
- Andrew Pang(inne języki) jako Donnie Chang, detektyw nowojorskiej policji[32].

Twórca wielu postaci Marvel Comics, Stan Lee, pojawia się na zdjęciu jako kapitan nowojorskiej policji, Irving Forbush w odcinku „Wśród chaosu”. Ponadto samych siebie gościnnie zagrali: Raphael Saadiq, D-Nice, Faith Evans, Charles Bradley, Jidenna, Dapper Dan, The Delfonics, Cliff „Method Man” Smith, Sway Calloway, Heather B. Gardner, Sharon Jones & The Dap-Kings i Fab Five Freddy.

## Emisja
Pierwszy sezon serialu Luke Cage, składający się z 13 odcinków, zadebiutował w całości 30 września 2016 roku w serwisie Netflix, w tym również w Polsce.
1 marca 2022 roku pierwszy sezon Luke’a Cage’a wraz z pozostałymi sezonami i serialami Marvel Television został usunięty z Netfliksa na wszystkich rynkach. 16 marca został on udostępniony na Disney+ w Stanach Zjednoczonych, Kanadzie, Wielkiej Brytanii, Irlandii, Australii i Nowej Zelandii jako Saga Defenders, natomiast w Polsce pojawił się w tym serwisie 29 czerwca 2022 roku.
Pierwszy sezon Luke’a Cage’a został wydany 12 grudnia 2017 roku na DVD i Blu-ray w Stanach Zjednoczonych przez Walt Disney Studios Home Entertainment.

## Lista odcinków
| № | Nr | Tytuł                        | Tytuł polski           | Reżyseria          | Scenariusz                           | Premiera (Netflix) | Premiera w Polsce (Netflix) |
| --- | -- | ---------------------------- | ---------------------- | ------------------ | ------------------------------------ | ------------------ | --------------------------- |
| 1 | 1  | Moment of Truth              | Chwila prawdy          | Paul McGuigan      | Cheo Hodari Coker                    | 30 września 2016   | 30 września 2016            |
| Luke Cage pracuje jako sprzątacz w zakładzie barberskim należącym do byłego gangstera Henry’ego „Popa” Huntera i na zmywaku w klubie „Harlem’s Paradise”, który należy do przestępcy Cornella „Cottonmoutha” Stokesa. Dwóch chłopaków, Shameek i Chico, napadają na dostawę broni dla Stokesa z pomocą Dantego, barmana w „Harlem’s Paradise”. Po zastrzeleniu Dantego dzielą się pieniędzmi z łupu i uciekają. Nowojorscy detektywi policji Misty Knight i Rafael Scarfe zajmują się śledztwem dotyczącym śmierci Dantego. Z pomocą „Shadesa” Alvareza, który pracuje dla dostawcy Stokesa, Willisa „Diamondbacka” Strykera, Stokes odnajduje Shameeka, zabija go i odzyskuje połowę pieniędzy. Scarfe i Knight decydują się na przesłuchanie Cage’a, który zastępował Dantego za barem tamtego wieczora. W tym czasie Cage pomaga właścicielce swojego mieszkania, Connie Lin, podczas ataku na jej restaurację. Okazuje się, że bandyci, którzy ją napadli, żądali wkładu w inicjatywę „New Harlem Renaissance” radnej Mariah Dillard, która jest również kuzynką Stokesa. W klubie Stokesa występuje Raphael Saadiq z piosenką „Good Man” oraz DJ D-Nice. |    |                              |                        |                    |                                      |                    |                             |
| 2 | 2  | Code of the Streets          | Kodeks ulicy           | Paul McGuigan      | Cheo Hodari Coker                    | 30 września 2016   | 30 września 2016            |
| Na prośbę Popa Cage odnajduje Chico i proponuje mu ochronę w zakładzie barberskim. Pop okłamuje Knight i Scarfego o miejscu pobytu Chico oraz wysyła Cage’a do Stokesa, aby pertraktował w sprawie Chico. Jeden z ludzi Stokesa, Tone, dowiaduje się o miejscu pobytu Chico od Turka Berretta i urządza strzelaninę w zakładzie Popa, który ginie na miejscu. Chico w wyniku ataku zostaje ciężko ranny, a Cage’owi udaje się osłonić swoim ciałem młodego chłopca, Lonniego Wilsona. Knight robi się podejrzliwa, kiedy widzi, że Cage wyszedł z sytuacji bez szwanku. Stokes, wzburzony śmiercią Popa, zabija Tone’a. Stokes oddaje resztę pieniędzy Dillard. Cage, widząc to, postanawia się zemścić. W klubie Stokesa Faith Evans występuje z piosenką „Mesmerized”. |    |                              |                        |                    |                                      |                    |                             |
| 3 | 3  | Who’s Gonna Take the Weight? | Kto to udźwignie?      | Guillermo Navarro  | Matt Owens                           | 30 września 2016   | 30 września 2016            |
| Stokes płaci za pogrzeb Popa i radzi Cage’owi odpuścić sobie całą sprawę. Cage dowiaduje się od przyjaciela Popa, Bobby’ego Fisha, że zakład barberski może zostać zamknięty z powodu zadłużenia. Cage zaczyna atakować bazy Stokesa, manipulując nim, aby przeniósł wszystkie swoje aktywa do jednego miejsca, rezydencji Attucksa. Stokes obwinia za ataki Dominga Colona, z którym współpracuje. Cage atakuje rezydencję, kradnie część pieniędzy, które oddaje Fishowi, a resztę pozostawia na miejscu dla policji, aby je znalazła. Chico zgadza się zeznawać przeciwko Stokesowi. Spotyka się ze Scarfe’em, który okazuje się pracować dla Stokesa i zabija chłopaka. Stokes odnajduje Cage’a w restauracji Connie Lin i strzela, wywołując eksplozję. W klubie Stokesa występuje Charles Bradley z piosenką „Ain’t It a Sin”. |    |                              |                        |                    |                                      |                    |                             |
| 4 | 4  | Step in the Arena            | W kręgu                | Vincenzo Natali    | Charles Murray                       | 30 września 2016   | 30 września 2016            |
| Uwięziony pod gruzami Cage wspomina swoją przeszłość jako Carl Lucas i swój pobyt w prowadzonym przez Alberta Rackhama więzieniu Seagate. Zaprzyjaźnia się tam z więźniem o pseudonimie „Kłótnik” i zakochuje się w pani psycholog, doktor Revie Connors. Tam też poznaje Avareza i Komancza i zostaje zmuszony przez Rackhama do nielegalnych walk na ringu. Lucas i Connors planują zdemaskować Rackhama, ale ten dowiaduje się o tym torturując „Kłótnika”. Lucas zostaje dotkliwie pobity przez Alvareza i Komancza. Connors przekonuje doktora Noah Burstaina, naukowca prowadzącego eksperymenty na więźniach, aby wdrożył procedurę na Lucasie. Rackham sabotuje eksperyment, co w rezultacie przypadkowo daje Lucasowi jego zdolności. Lucas ucieka z więzienia i przyjmuje tożsamość jako „Luke Cage”. Cage’owi udaje się wydostać siebie i Connie Lin spod gruzów, przy okazji ujawniając swoje zdolności mediom. |    |                              |                        |                    |                                      |                    |                             |
| 5 | 5  | Just to Get a Rep            | Reputacja              | Marc Jobst         | Jason Horwitch                       | 30 września 2016   | 30 września 2016            |
| Stokes wyłudza pieniądze od mieszkańców Harlemu próbując pokryć utracone pieniądze. Cage spotyka się z nim i żąda, aby zaprzestał. „Shades” rozpoznaje Cage’a ze Seagate i w imieniu „Diamondbacka” oferuje Stokesowi prototyp broni ukradzionej z Hammer Industries, która może zabić Cage’a. Stokes poleca Scarfe’emu zabrać broń z depozytu policyjnego, ale ten kradnie ją dla siebie. Knight otrzymuje polecenie od przełożonych, aby poprowadzić śledztwo dotyczące Scarfe’ego. W Harlemie pojawia się Clair Tample, która odwiedza swoją matkę Soledad Temple i opowiada jej o swoich doświadczeniach z ulepszonymi ludźmi. Podczas uroczystości pogrzebowych Popa, Cage wygłasza mowę i upokarza Stokesa. Knight ostrzega Cage’a, że wojna ze Stokesem może zniszczyć Harlem. W klubie Stokesa występuje Jidenna z piosenką „Long Live the Chief”. |    |                              |                        |                    |                                      |                    |                             |
| 6 | 6  | Suckas Need Bodyguards       | Ochroniarz dla frajera | Sam Miller         | Nathan Louis Jackson                 | 30 września 2016   | 30 września 2016            |
| Scarfe szantażuje Stokesa, ale zostaje ciężko ranny i musi uciekać. Prosi Cage’a o pomoc i daje mu notatnik z dowodami obciążającymi Stokesa. Cage kontaktuje się z Claire Tample, która opatruje rany Scarfe’ego. W tym czasie inny z ludzi Stokesa, porucznik Perez, ma zadanie odnaleźć i zabić Scarfe’ego. Knight podstępem dowiaduje się, że Perez pracuje dla Stokesa, nagrywa jego przyznanie się i aresztuje go. Cage, Temple i Scarfe próbują się dostać na posterunek policji, aby Scarfe złożył zeznania, ale są ścigani przez ludzi Stokesa. Scarfe umiera od poniesionych w wyniku obławy ran. W tym czasie Dillard udziela wywiadu w telewizji, gdzie reporterka pyta o jej zaangażowanie w działania Stokesa. Stokes zostaje aresztowany dzięki dowodom z notatnika Scarfe’ego. Przełożona Knight jest zaniepokojona korupcją w policji po sprawie Wilsona Fiska. |    |                              |                        |                    |                                      |                    |                             |
| 7 | 7  | Manifest                     | Przeznaczenie          | Andy Goddard       | Akela Cooper                         | 30 września 2016   | 30 września 2016            |
| Zapiski Scarfe’ego okazują się niewystarczającym dowodem i Stokes zostaje zwolniony z aresztu. Grozi, że ujawni prawdziwą tożsamość Cage’a, jeżeli ten nadal będzie mu wchodził w drogę. Cage podejmuje decyzję o wyjeździe z Harlemu, ale Temple przekonuje go, aby został i walczył. Stokes wspomina jak był wychowywany razem z Dillard przez babcię, gangsterkę „Mamę” Mabel. Jego wujek Pete doceniał jego talent muzyczny. Mabel zmusiła Stokesa, aby go zabił za robienie interesów za jej plecami oraz za molestowanie Dillard. W tym czasie Knight jest przesłuchiwana przez biuro spraw wewnętrznych, a Dillard jest naciskana przez partię, aby zrezygnować ze stanowiska radnej. Cage atakuje Colona, zabiera jego broń i przekazuje ją Knight. Dillard odwiedza Stokesa i próbuje przekonać go, aby odpuścił w sprawie Cage’a. Rozmowa prowadzi do kłótni i kiedy Stokes mówi, że Dillard flirtowała z wujem Pete’em, ta go zabija. Alvarez chwali ją za to i przedstawia jej plan wrobienia Cage’a w zabójstwo Stokesa. Knight dowiaduje się, że „Luke Cage” to jedynie pseudonim. W tym czasie Cage spotyka się z Temple i wyjawia jej swoją prawdziwą tożsamość. Wtedy Cage zostaje postrzelony przez Strykera pociskiem „Judasz”, wykonanego dzięki technologii Chitauri, w wyniku czego zostaje ciężko ranny. W klubie Stokesa gra DJ D-Nice. |    |                              |                        |                    |                                      |                    |                             |
| 8 | 8  | Blowin’ Up the Spot          | Podejrzany             | Magnus Martens     | Aida Mashaka Croal                   | 30 września 2016   | 30 września 2016            |
| W czasie, gdy Temple zabiera Cage’a karetką, zostają ponownie zaatakowani przez Strykera. Chronią się w klinice dla kobiet, gdzie Temple bada ciało Cage’a, aby pozbyć się odłamków pocisku. Candance Miller, kelnerka w klubie Stokesa, zeznaje na policji, że Cage zabił Stokesa, jednak Knight zaczyna podejrzewać Dillard. Knight dzwoni do Cage’a i informuje go o oskarżeniu o zabójstwo, a inny policjant namierza jego lokalizację. Knight przyjeżdża do kliniki z zamiarem aresztowania Cage’a, ale klinika zostaje zaatakowana przez Strykera. Cage rozpoznaje napastnika i odnajduje go następnie w pustym teatrze i obezwładnia go, ale Strykerowi udaje się uciec. Dillard płaci Miller za zeznania obciążające Cage’a. Temple zeznaje na komisariacie, że Cage jest niewinny. Zdenerwowana Knight atakuje ją, wskutek czego jej przełożona, Priscilla Ridley, interweniuje, a Temple zostaje wypuszczona. Stryker konfrontuje się z Cage’em, informuje go, że jest jego bratem, rani go ponownie „Judaszem” i zrzuca do śmieciarki. |    |                              |                        |                    |                                      |                    |                             |
| 9 | 9  | DWYCK                        | Rób, co chcesz         | Tom Shankland      | Christian Taylor                     | 30 września 2016   | 30 września 2016            |
| Psycholog policyjny rozmawia z Knight. Cage pobił dwóch policjantów, którzy próbowali go zatrzymać. Stryker obwinia Alvareza za śmierć Stokesa. Dillard spotyka się z Colonem i przekonuje go, aby umówił spotkanie z pozostałymi szefami grup przestępczych. Cage spotyka się z Temple, która przekonuje go, aby pojechać do doktora Burstaina. Ridley rozkazuje Knight, by odnalazła Cage’a, który razem z Temple dociera do Burstaina. Dają mu dysk z danymi, których potrzebuje, aby pomóc Cage’owi. Stryker przerywa spotkanie szefów zabijając wszystkich z wyjątkiem Colona. Dillard mówi Strykerowi, że nagranie, w którym Cage atakuje policjantów, zwróciło miasto przeciwko niemu, i że Stryker może sprzedawać teraz pociski „Judasz” nowojorskiej policji. Burstain umieszcza Cage’a w kwasie licząc, że zmiękczy on jego skórę, aby można było wyjąć z jego ciała odłamki. Jednak z powodu bólu u Cage’a następuje zatrzymanie akcji serca. W klubie Harlem’s Paradise występuje The Delfonics z piosenką „Stop and Look (And You Have Found Love)”. |    |                              |                        |                    |                                      |                    |                             |
| 10 | 10 | Take it Personal             | Coś osobistego         | Stephen Surjik     | Jason Horwitch                       | 30 września 2016   | 30 września 2016            |
| Temple i Burstain przywracają akcję serca Cage’a i ostatecznie wyciągają odłamki „Judasza” z jego ciała. Cage dowiaduje się, że został wybrany do eksperymentu zanim został ciężko ranny w więzieniu Seagate. On i Temple odkrywają w plikach z danymi Connors, że to ona jest osobą, która zakwalifikowała go do eksperymentu. Stryker zabija policjanta pozorując, że to Cage. Policja staje się coraz bardziej agresywna w poszukiwaniu Cage’a, co doprowadza do pobicia nastolatka, Lonnie’ego Wilsona. Dillard okazuje wsparcie dla chłopaka i organizuje wiec w „Harlem’s Paradise”. Cage grozi Burstainowi, aby nie powtarzał eksperymentu, następnie odchodzi z Temple i zabiera dane. Jednak okazuje się, że Burstainowi udało się skopiować pliki. Dillard podczas wiecu podkreśla winę Cage’a i konieczność uzbrojenia policji przeciwko niemu. Jej partyjny kolega, Damon Boone, informuje ją, że zna prawdę. Cage i Temple pojawiają się w „Harlem’s Paradise”, przybywa też tam Knight z zamiarem aresztowania Strykera, który zaczyna do niej strzelać. Włącza się w to Cage i próbuje uciec razem z Knight, jednak zostają otoczeni przez najemników Strykera. |    |                              |                        |                    |                                      |                    |                             |
| 11 | 11 | Now You’re Mine              | Mam cię                | George Tillman Jr. | Christian Taylor                     | 30 września 2016   | 30 września 2016            |
| Cage razem z Knight uciekają do kuchni w klubie, a w tym czasie Stryker bierze za zakładników Temple, Miller i innych postronnych. Klub zostaje otoczony przez policję, ale Ridley nie wyraża zgody, aby wkroczyć do środka. Cage i Knight dostają się do piwnicy przez sekretne wejście. Temple opatruje ranę Miller, a ta ujawnia jej prawdę o śmierci Stokesa i zeznań w tej sprawie oraz o sekretnym przejściu w kuchni. Temple ucieka i dołącza do Cage’a i Knight, którą opatruje. Wykorzystując głośniki, Stryker domaga się, by Cage się z nim spotkał i grozi, że będzie zabijał zakładników. Cage postanawia się z nim spotkać. Alvarez odnajduje sekretne przejście i atakuje Temple i Knight, którym udaje się go obezwładnić. Stryker zabija Boone’a. Cage uwalnia wszystkich zakładników poza Miller, którą Stryker używa jako gwarancję swojej ucieczki. Do akcji wkracza jednostka SWAT, która grozi Cage’owi użyciem pocisków „Judasz”, dostarczonych policji przez Dillard. Cage, Alvarez oraz inni najemnicy zostają aresztowani. |    |                              |                        |                    |                                      |                    |                             |
| 12 | 12 | Soliloquy of Chaos           | Wśród chaosu           | Phil Abraham       | Akela Cooper Charles Murray          | 30 września 2016   | 30 września 2016            |
| Cage’owi udaje się uciec z konwoju policyjnego. Knight próbuje zlokalizować Strykera i oczyścić imię Cage’a. Stryker wpłaca kaucję za Alveraza, a następnie wynajmuje Zipa i jego ludzi, aby go zabili, jednak to Alvarez zabija ich. Opinia publiczna staje ponownie po stronie Cage’a, jednak policja nadal dąży do tego, aby go aresztować. Miller spotyka się z Knight i mówi jej, że będzie zeznawać przeciwko Dillard w zamian za ochronę. Knight ukrywa ją w mieszkaniu Soledad Tepmle. Alvarez spotyka się z Dillard i sugeruje, aby współpracować z Cage’em, aby pokonać Strykera. Do przekonania Cage’a Alvarez chce użyć zdobytych dowodów na niewinność Lucasa. Cage odnajduje Berretta, który współpracuje ze Strykerem i zmusza go do ujawnienia lokalizacji Strykera. Colon i jego ludzie atakują Strykera, jednak udaje mu się ich pokonać i uciec. Cage dociera na miejsce i ratuje rannego Colona. Kiedy Alvarez i Dillard próbują przekonać Cage’a do współpracy w zakładzie Popa, Stryker atakuje Cage’a w specjalnym kombinezonie. Knight wyrusza za Dillard i Alvarezem, a Cage rozpoczyna walkę ze Strykerem. W programie radiowym „Sway in the Morning” prowadzonym przez Swaya Callowaya i Heather B. wystąpił Method Man z piosenką „Bulletproof Love”.                                                                               |    |                              |                        |                    |                                      |                    |                             |
| 13 | 13 | You Know My Steez            | Znasz mój styl         | Clark Johnson      | Aida Mashaka Croal Cheo Hodari Coker | 30 września 2016   | 30 września 2016            |
| W retrospekcjach Stryker pomaga Lucasowi podczas przygotowań do walki bokserskiej, którą Lucas zwycięża. Obecnie, Cage i Stryker toczą walkę. W zamieszaniu Knight gubi telefon, a Dillard dane o niewinności Lucasa. Cage ostatecznie pokonuje Strykera wykorzystując wadę w systemie zasilania kombinezonu. Alvarez korzystając z telefonu Knight wywabia Miller z mieszkania Soledad Temple i zabija ją, dzięki czemu Dillard wychodzi na wolność. Ridley obwinia Knight za nieudzielenie jej policyjnej ochrony i działanie na własną rękę. Pojawiają się funkcjonariusze biura federalnego i aresztują Lucasa za ucieczkę z więzienia Seagate. Temple całuje go na pożegnanie i obiecuje, że skontaktuje się z prawnikiem, którego zna. Fish znajduje teczkę z danymi o niewinności Lucasa w zakładzie barberskim. Dillard ponownie otwiera „Harlem’s Paradise”, mając u boku Alvareza. Kiedy Stryker przebywa w szpitalu, do jego pokoju wchodzi doktor Burstain. W klubie Harlem’s Paradise występuje Sharon Jones & The Dap-Kings z piosenką „100 Days, 100 Nights”. |    |                              |                        |                    |                                      |                    |                             |

## Produkcja

### Rozwój projektu
W październiku 2013 roku podano do wiadomości, że w przygotowaniu są seriale na podstawie publikacji wydawnictwa Marvel Comics, które łącznie mają mieć 60 odcinków. Miesiąc później poinformowano, że będą to Daredevil, Jessica Jones, Luke Cage i Iron Fist, które doprowadzą do miniserii Defenders; ich dystrybucją serialową miał zająć się Netflix, a produkcją – ABC Studios i Marvel Television. W marcu 2015 roku ujawniono, że Cheo Hodari Coker został zatrudniony na stanowisku showrunnera i producenta wykonawczego, oraz że premiera serialu została zaplanowana na 2016 rok. Producentami wykonawczymi zostali również: Charles Murray, Allie Goss, Kris Henigman, Cindy Holland, Alison Engel, Alan Fine, Stan Lee, Joe Quesada, Dan Buckley, Jim Chory, Jeph Loeb i Paul McGuigan. Natomiast Aida Mashaka Croal, Akela Cooper i Gail Barringer pełnili funkcję producentów sezonu.

### Scenariusz
Nad scenariuszem do poszczególnych odcinków pracowali: Cheo Hodari Coker, Matt Owens, Charles Murray, Jason Horwitch, Nathan Louis Jackson, Aida Mashaka Croal, Akela Cooper i Christian Taylor.
Tytuł każdego z odcinków nawiązuje do piosenek zespołu Gang Starr. Coker przyznał, że chciał, by odcinki sezonu przypominały album muzyczny. Wyjaśniał, że „kiedy Prince wydaje album, porzuca się wszystko, by wysłuchać go w całości”. Cokera zainspirowała do takiej decyzji producentka telewizyjna Shonda Rhimes, która nazwała odcinki serialu Chirurdzy na cześć piosenek z gatunku pop. Coker wybrał piosenki Gang Starr jeszcze przed swoim pierwszym spotkaniem z Jephem Loebem, by pomóc sobie w uporządkowaniu wątków fabularnych. Wyboru tych piosenek dokonał wyłącznie na podstawie ich tytułów, w związku z czym wydarzenia w danym odcinku niekoniecznie odzwierciedlają tekst danej piosenki.
Loeb określił sezon jako „historię uciekiniera” i „historię odkupienia”, ukazując „historię Luke’a Cage’a oraz tego, skąd pochodzi i, co najważniejsze, dokąd zmierza”. Mike Colter zwrócił uwagę, że serial wykorzystuje retrospekcje, by opowiedzieć część historii, podobnie jak miało to miejsce w poprzednich serialach Marvela dla Netfliksa. Coker opisał serial jako połączenie mrocznego dramatu, hip-hopu, klasycznego kina akcji o superbohaterach i serii Prawo ulicy (2002–2008). Określił go jako „hiphopowy western”, porównując do filmów trylogii dolarowej (1964–1966) Sergia Leone. W serialu Luke Cage to człowiek bez imienia, który przybywa do miasta Harlem, gdzie jest przekonany, że będzie walczył z niesprawiedliwością. Coker porównał z kolei postacie Cottonmoutha i Misty Knight do miejscowego złoczyńcy i lokalnego szeryfa z westernów, a klub nocny „Harlem’s Paradise” do saloonu.
Wydarzenia sezonu rozpoczynają się kilka miesięcy po pierwszym sezonie Jessiki Jones, gdzie pojawia się także po raz pierwszy postać Cage’a. Część serii rozgrywa się równolegle z wydarzeniami drugiego sezonu Daredevila. Koniec drugiego odcinka „wprowadza serial w tryb akcji [poprzez ukazanie Cage’owi], że nie może po prostu siedzieć i nic nie robić”. Coker nakreślił historię pierwszych czterech odcinków jeszcze zanim zespół scenarzystów zaczął wspólną pracę nad poszczególnymi odcinkami. Loeb i Karim Zreik poradzili mu, by zwolnił tempo serialu, co doprowadziło do podejścia, które Coker porównał do filmu Bez przebaczenia (1992). W przeciwieństwie do poprzednich seriali (Daredevila i Jessiki Jones), których akcja rozgrywa się w Hell’s Kitchen, Coker postanowił, że akcja Luke’a Cage’a będzie się rozgrywać w Harlemie. Colter określił ją jako „zupełnie inny świat”. Joe Quesada przyznał, że serialowa wersja Hell’s Kitchen z Daredevila i Jessiki Jones bardziej przypomina wersję tej dzielnicy z czasów, kiedy tworzono komiksy, natomiast Harlem w serialu Luke Cage reprezentuje wizerunek bliższy współcześnie istniejącej dzielnicy Nowego Jorku, jednakże Colter stwierdził, że przedstawiona w serialu wersja Harlemu „przypomina Harlem sprzed może dziesięciu lat”. Coker uznał, że Harlem to świat dla serialu, ale jest również tłem dla ukazania dziedzictwa Afroamerykanów. Chciał odtworzyć wrażenie spaceru po Harlemie i słuchania różnej muzyki dochodzącej z przejeżdżających obok samochodów i otwartych okien, co jego zdaniem jest wyjątkowe w tej dzielnicy. Coker porównał klub nocny „Harlem’s Paradise” do „Żelaznego tronu” z Gry o tron i chciał, by „przywoływał historię Harlemu… jego przestępczość, politykę, muzykę, a właściwie cały róg obfitości czarnej twórczej egzystencji w jednym miejscu”.
Przez cały serial Cage ma na sobie czarną bluzę z kapturem, co nie tylko jest praktyczne dla postaci próbującej się ukryć, ale jest także ukłonem w stronę Trayvona Martina i ruchu Black Lives Matter. Colter przyznał, że miało to przywołać „myśl, że czarnoskóry mężczyzna w bluzie z kapturem niekoniecznie stanowi zagrożenie. Może być po prostu bohaterem”. Ondosząc się do kwestii rasowych, Coker zadał pytanie: „w jaki sposób obecność kuloodpornego czarnego mężczyzny zmienia ekosystem okolicy? Nie tylko pod względem przestępstwa na ulicach. Jak gliniarze reagują na kogoś takiego? Jakie są skutki takiego działania? To jedna z rzeczy, które chciałem zbadać w serialu”. Ostrożnie podszedł do gazet opisujących ówczesne napięcie rasowe, które pojawiły się, gdy rozpoczynali pracę nad serialem, stwierdzając, że skupił się na „tożsamości”, którą uważa za wspólny element całej czarnej sztuki.
W sezonie złoczyńcy używają broni wyprodukowanej przez Hammer Industries, by pokonać kuloodpornego Luke’a Cage’a. Justin Hammer i jego firma zostali przedstawieni w filmie Iron Man 2 (2010), a Hammer pojawił się również w krótkometrażówce Niech żyje król (2014), gdzie przebywa więzieniu Seagate, w tym samym, w którym odsiadywał swój wyrok Carl Lucas. Ponadto w serialu pojawiają się nawiązania do pozostałych seriali: Daredevila, Jessiki Jones, jak i zapowiedzianego Iron Fista.

### Casting
W grudniu 2014 roku ujawniono, że Mike Colter zagra tytułową rolę oraz, że pojawi się przed tym w pierwszym sezonie Jessiki Jones. W sierpniu 2015 roku poinformowano, że Alfre Woodard zagra Mariah Dillard. We wrześniu do obsady dołączyli: Mahershala Ali jako Cornell Stokes, Simone Missick jako Misty Knight, Theo Rossi jako Shades oraz Rosario Dawson jako Claire Temple, która pojawiła się wcześniej w serialach Daredevil i Jessica Jones. W maju 2016 roku ujawniono, że Erik LaRay Harvey zagra Willisa Strykera.
We wrześniu 2015 roku poinformowano, że w roli drugoplanowej pojawi się Frank Whaley jako Rafael Scarfe. W rolach drugoplanowych wystąpili również: Dawn-Lyen Gardner jako Megan McLaren, Jacob Vargas jako Domingo Colon, Ron Cephas Jones jako Bobby Fish, Darius Kaleb jako Lonnie Wilson, Jade Wu jako Connie Lin, Deborah Ayorinde jako Candace Miller, Justin Swain jako Mark Bailey, Jeremiah Richard Craft jako Dave Griffith, Jaiden Kaine jako Zip, Sonja Sohn jako Betty Audrey, Sean Ringgold jako Sugar, Michael Kostroff jako Noah Burstein, Tijuana Ricks jako Thembi Wallace, John Clarence Stewart jako Alex Wesley i Karen Pittman jako Priscilla Ridley.
Ponadto swoje role z poprzednich seriali gościnnie powtórzyli: Parisa Fitz-Henley jako Reva Connors i Rachael Taylor jako Trish „Patsy” Walker z Jessiki Jones oraz Rob Morgan jako Turk Barrett, Danny Johnson jako Benjamin Donovan i Stephen Rider jako Blake Tower z Daredevila.

### Scenografia i kostiumy
Scenografię przygotowali Loren Weeks i Toni Barton, a kostiumy do pierwszego sezonu serialu zaprojektowała Stephanie Maslansky. Weeks zaprojektował scenografię w taki sposób, by zawierała w sobie mocne kolory, które można było podkreślić zdjęciami serialu. Dzięki temu można było odróżnić ten serial od wyglądu i tonu noir Jessiki Jones. Klub nocny „Harlem’s Paradise” miał nawiązywać do prawdziwych klubów nocnych w Harlemie, takich jak Cotton Club i Lenox Lounge, oraz czerpać inspirację z The Apollo i Smalls Paradise. Ze względu na harmonogram zdjęć do serialu i plan Cheo Hodariego Cokera obejmujący wykorzystanie w serialu występów muzycznych na żywo uznano, że kręcenie w prawdziwym klubie nocnym jest nierealne. Zbudowano odpowiednio dostosowaną do zdjęć scenografię dla tego miejsca. Weeks zastosował w nim styl art déco, by nadać „bardzo charakterystyczny wygląd i podkreślić historyczne korzenie” oraz wskazać, że klub odnosił sukcesy w latach dwudziestych i trzydziestych XX wieku, a obecnie jest odnawiany w ramach programu Stokesa i Dillard – „New Harlem Renaissance”. Weeks uznał, że budynek może być metaforą politycznych nurtów serialu. Plan zdjęciowy klubu wyposażony został we współczesne meble, wykończenia i oprawy oświetleniowe, by kontrastować ze starszym projektem architektonicznym. W hallu umieszczono dwa obrazy autorstwa Archibalda Motleya, artysty, który tworzył w nurcie Harlem Renaissance. Coker chciał, by scenografia barbershopu Popa znajdowała się na poziomie ulicy, dzięki czemu można by ją połączyć „zarówno wizualnie, jak i geograficznie” z ulicą Harlemu. Ze względów budżetowych wykorzystanie prawdziwej lokacji było niemożliwe, a zbudowanie scenografii tak, by znajdowała się na poziomie ulicy, byłoby problematyczne, ponieważ pokazywanie przechodzących za oknem ludzi i przejeżdżających samochodów byłoby trudne z powodów logistycznych. Ostatecznie zdecydowano się na znalezieniu prawdziwego miejsca, które znajduje się poniżej poziomu ulicy, tak by można było wykonać zdjęcia do scen na ulicy, a plan zdjęciowy został zbudowany tak, by zasłonić widok na ulicę. Coker odpowiadał za wybór książek, które pojawiają się w sypialni Cage’a, w tym „Niewidzialnego człowieka” Ralpha Ellisona.
Początkowo garderoba Luke’a Cage’a składała się T-shirtów, dżinsów i skórzanej lub wojskowej kurtki, w których przedstawiony został w pierwszym sezonie Jessiki Jones. W serialu kurtkę zastąpiono bluzą, nawiązując do Trayvona Martina, a przy retrospekcji zdecydowano się nawiązać do klasycznego kostiumu postaci z komiksów. Mike Colter przyznał, że komiksowy kostium, zaprojektowany w epoce blaxploitation, „nie jest przeznaczony na poważne momenty”, a w serialu postanowiono się z niego zażartować w krótkiej scenie. Chcąc oddać hołd oryginalnemu kostiumowi Cage’a za pomocą jego zaktualizowanego ubioru, Maslansky i Coker rozważali, by Cage nosił ubrania w kolorze złotym, ale ostatecznie doszli do wniosku, że byłoby to niewłaściwe i niepraktyczne dla kogoś, kto stara się nie zwracać na siebie uwagi. Zamiast tego Maslansky wykorzystała kolor żółty w podszewce bluzy, dzięki czemu kolor oprawiał twarz bohatera podczas zbliżeń kamery. Większość złoczyńców z serialu nosi dobrze skrojone garnitury jako kontrast do ubioru Cage’a. Cornell Stokes robi to, ponieważ chce zaprezentować się jako „bogaty biznesmen odnoszący sukcesy” i nosi dużo garniturów Dolce & Gabbany i Zegny. Jeden z jego garniturów został wykonany na zamówienie. Przedstawiając Strokesa, Maslansky chciała oddać hołd komiksom i wybrała dla niego zielony garnitur, używając delikatnego odcienia, by uniknąć ekstrawagancji. Później postać ta zawsze nosi coś zielonego, na przykład szmaragdowe kolczyki w jednym kostiumów. Projektant zauważył, że wiele z tych elementów może pozostać niezauważona przez publiczność, ale umożliwiły Mahershali Alemu lepiej wczuć się w postać. W przypadku Shadesa wybrano marki Hugo Boss, Helmut Lang, Prada i Ferragamo, „ponieważ nie próbuje ukrywać tego, kim jest”. Natomiast w przypadku Misty Knight, w ostatniej scenie sezonu, nawiązano do jej własnego kostiumu komiksowego, wykorzystując skórzane spodnie i top z odkrytymi ramionami. Ponieważ znaleziono kremowy top odpowiadający kształtom temu z komiksów, postanowiono go przefarbować na czerwono.

### Zdjęcia i postprodukcja
W lutym 2014 roku poinformowano, że serial będzie kręcony w Nowym Jorku. Zdjęcia do pierwszego sezonu rozpoczęły się we wrześniu 2015 roku pod roboczym tytułem Tiara, a prace na planie zakończono w marcu 2016 roku. Za zdjęcia odpowiadał Manuel Billeter. Większość zdjęć zostało zrealizowanych w Harlemie. Zdjęcia realizowano między innymi na Lenox Avenue, w St. Nicholas Park, kościele baptystów Mount Olivet i Jackie Robinson Park. Realizowano sceny także w Riverside Park i Riverside Drive na Upper West Side, w United Palace na Washington Heights, w Cortlandt Alley na Dolnym Manhattanie, w Queens, Roosevelt Island, Williamsburgu, Long Island City i Greenwich Village. Sezon kręcony był również w studiach Broadway Stages na Greenpoincie. Dla Cheo Hodariego Cokera ważne było, by zdjęcia były realizowane w Harlemie, w „jedynym miejscu w mieście, gdzie widać te szerokie bulwary. Naprawdę chcieliśmy uchwycić kolor i rytm ulic”.
Billeter wraz z reżyserem Paulem McGuiganem pracowali nad ostatecznym kształtem wyglądu serialu w pierwszych dwóch odcinkach. Coker zatrudnił McGuigana po tym, jak obejrzał wyreżyserowany przez niego odcinek „Skandal w Belgrawii” serialu Sherlock (2010–2017). Był zachwycony, kiedy dowiedział się, jak mało McGuigan wykorzystał efektów cyfrowych do stworzenia oprawy wizualnej tego odcinka. Zależało mu na tym samym podejściu do Luke’a Cage’a. Chciał, by McGuigan wniósł do serialu „bardzo analogową perspektywę i analogowy charakter”, co miało silny związek ze sposobem wykonywania kolejnych ujęć. Coker skomentował, że McGuigan inscenizuje „każdą kolejną scenę wiele razy, tak długo, aż nie uzyska zadowalającego ujęcia. Filmowaliśmy całą ośmiostronicową scenę niczym sztukę teatralną, więc kiedy wszystko się udało jak powinno, było bez skazy”. McGuigan inspirował się ulicznymi fotografiami Gordona Parksa, Tony’ego Ray-Jonesa i Jacka Garofalo. Billeter odróżnił wygląd Luke’a Cage’a od Jessiki Jones poprzez nasycanie światła i ocieplanie kolorów tak, by nadać Harlemowi bardziej promienny wygląd. Coker zwrócił uwagę, że w serialu dominuje kolorystyka żółci, brązów, bursztynów i złota, w przeciwieństwie do fioletu, który Billeter wykorzystał w Jessice Jones. Billeter filmował Mike’a Coltera pod niskimi kątami, by nadać mu „jeszcze bardziej bohaterski” wygląd, i trzymał kamerę blisko niego, na tle Harlemu, dzięki czemu Luke Cage „zawsze dominuje w jego ujęciach, ale pozostaje też częścią” terenu. Ujęcia nie przedstawiają go samego; przedstawiają go w jego domu”.
Coker określił styl walki Cage’a jako „smack-fu”. W ten sposób nawiązał do sposobu, w jaki Cage starał się nikogo nie uderzyć, ponieważ prawdopodobnie zabiłby przeciwnika swoją super siłą. Aby sfilmować efekt kul odbijających się od Cage’a, do Coltera przymocowano zdalnie sterowane urządzenia, którymi sterował członek ekipy produkcyjnej serialu. Scena walki w odcinku „Kto to udźwignie?” była hołdem dla sceny „walki superbohatera na korytarzu” z Daredevila. Inspiracją dla tej walki był „najazd Arnolda Schwarzeneggera na komisariat policji w Terminatorze”. Była to jedna z najtrudniejszych sekwencji do nakręcenia, a praca nad nią zajęła 14 godzin. Colter wyjawił, że odcinek „W kręgu” był również szczególnie trudny do sfilmowania, ponieważ zdjęcia trwały około 12–13 dni. Odcinek został napisany przez producenta wykonawczego Charlesa Murraya, który na potrzeby odcinka starał się w organiczny sposób przenieść historię genezy postaci z oryginalnych komiksów do współczesnego świata serialu. Wiązało się to z retrospekcjami, na potrzeby których Colter miał wykonany makijaż i musiał nosić wiele kostiumów. Sceny nakręcone w United Palace były wyzwaniem dla zespołu kaskaderskiego, ponieważ nie można było wywiercić otworów w historycznym budynku w celu stworzenia zabezpieczeń linowych potrzebnych do skomplikowanych akrobacji. To wymagało znalezienia innych sposóbów, by zapewnić bezpieczeństwo aktorom i dublerom.
Efektami specjalnymi zajmowało się studio FuseFX, które pracowało nad ponad ośmiuset ujęciami. Pracował nad nimi zespół 15–20-osobowy, pod kierownictwem Grega Andersona. Anderson wyjaśnił, że napięty harmonogram serialu został zrealizowany dzięki wykorzystaniu firmowego katalogu wcześniej używanych zasobów cyfrowych i elementów efektów, które można ponownie lub częściowo wykorzystać. Stworzono kilka ujęć z efektami, by pokazać umiejętności Cage’a, w tym ujęcie w zwolnionym tempie przedstawiające pięść bandyty doznającego złamania ręki podczas uderzania Cage’a w twarz. Najbardziej pracochłonną sekwencją dla FuseFX, była scena, w której Stokes wystrzelił pocisk w budynek. Zajęła ona 130 dni. Wymagało to stworzenia cyfrowego budynku i włączenia go do materiału filmowego prawdziwego fragmentu Nowego Jorku, dopasowując się do różnych kątów kamery i źródeł światła w całej sekwencji. Zespół zajmujący się efektami musiał następnie cyfrowo zniszczyć budynek i stworzyć „złożony układ ognia i spadających gruzów”.

## Muzyka
W kwietniu 2016 roku poinformowano, że Adrian Younge i Ali Shaheed Muhammad skomponuje muzykę do serialu. Opisali ją jako „zbitkę gatunków, trochę hip-hopu [z lat 90.], soulu, psychodelicznego rocka i klasyki”. Younge i Muhammad porównali pracę nad muzyką do serialu do pracy nad trzynastoma albumami, po jednym na każdy odcinek sezonu. Napisali po około 20 minut muzyki dla każdego z odcinków, a skomponowanie całości zajęło im dziewięć miesięcy. Inspirowali się między innymi A Tribe Called Quest, Wu-Tang Clan i Ennio Morricone. Kompozytorzy zaangażowali 30-osobową orkiestrę pod kierownictwem Miguela Atwood-Fergusona, która została nagrana w studiu należącym do Raphaela Saadiqa.
Na potrzeby serialu powstał singiel „Bulletproof Love”, którego wykonał Method Man. Został on wydany cyfrowo 30 września 2016 roku. 6 października w Los Angeles odbył się koncert Marvel’s Luke Cage: The Live Score, na którym została zaprezentowana ścieżka dźwiękowa Younge’a i Muhammada, wykonana przez 40-osobową orkiestrę pod kierownictwem Atwood-Fergusona. Koncert poprowadzili Russell Peters i Wayne Brady. Podczas koncertu wystąpił również DJ No I.D.. Marvel’s Luke Cage Original Soundtrack Album został wydany 7 października cyfrowo przez Hollywood Records i Marvel Music i na płycie gramofonowej przez Mondo.
W sezonie pojawiły się występy w serialowym klubie „Harlem’s Paradise” takich wykonawców, jak: Faith Evans, Raphael Saadiq, Charles Bradley, Jidenna, The Delfonics, Sharon Jones & The Dap-Kings i D-Nice, którzy wykonali swoje własne utwory. Cheo Hodari Coker chciał, by w finałowym odcinku w klubie pojawił się Prince; ostatecznie rola ta przypadła Sharon Jones & The Dap-Kings. Ponadto w serialowym programie radiowym Method Man wykonał „Bulletproof Love”. W pierwszym sezonie zostały wykorzystane również utwory w wykonaniu Mahalii Jackson, Niny Simone, Johna Lee Hookera, Dusty Springfield, Gang Starr i Wu-Tang Clan.
| Marvel’s Luke Cage Original Soundtrack Album – 2016 | Marvel’s Luke Cage Original Soundtrack Album – 2016 | Marvel’s Luke Cage Original Soundtrack Album – 2016 | Marvel’s Luke Cage Original Soundtrack Album – 2016 | Marvel’s Luke Cage Original Soundtrack Album – 2016 |
| Nr                                                  | Tytuł utworu                                        | Wykonawca                                           | Autor | Długość                                             |
| --------------------------------------------------- | --------------------------------------------------- | --------------------------------------------------- | --- | --------------------------------------------------- |
| 1.                                                  | „Good Man”                                          | Raphael Saadiq                                      | Saadiq, Taura Stinson | 3:45                                                |
| 2.                                                  | „Mesmerized (Original Soundtrack Version)”          | Faith Evans                                         | Evans, Stephanie Johnson, Kameelah Williams, Todd Russaw, Chucky Thompson, Andre „AJ” Johnson, Homer Banks, Bettye Crutcher, Don Davis, Raymond Jackson, George Benson, Donald Sebesky | 4:07                                                |
| 3.                                                  | „Ain’t It a Sin”                                    | Charles Bradley                                     | Menahan Street Band, Brian Profilio | 3:50                                                |
| 4.                                                  | „Stop and Look (And You Have Found Love)”           | Adrian Younge & The Delfonics                       | Younge | 2:46                                                |
| 5.                                                  | „100 Days, 100 Nights”                              | Sharon Jones & The Dap-Kings                        | Bosco Mann | 3:43                                                |
| 6.                                                  | „Diamondback Arrives”                               |                                                     | Younge, Muhammad | 2:52                                                |
| 7.                                                  | „Final Battle, Pt. 1”                               |                                                     | Younge, Muhammad | 1:44                                                |
| 8.                                                  | „In the Wind”                                       |                                                     | Younge, Muhammad | 2:22                                                |
| 9.                                                  | „Diamondback’s Trap”                                |                                                     | Younge, Muhammad | 1:42                                                |
| 10.                                                 | „Blue Fusion”                                       |                                                     | Younge, Muhammad | 2:41                                                |
| 11.                                                 | „Final Battle, Pt. 2”                               |                                                     | Younge, Muhammad | 2:14                                                |
| 12.                                                 | „I’m Luke Cage”                                     |                                                     | Younge, Muhammad | 1:17                                                |
| 13.                                                 | „Street Cleaning”                                   |                                                     | Younge, Muhammad | 1:38                                                |
| 14.                                                 | „The Ambush”                                        |                                                     | Younge, Muhammad | 2:05                                                |
| 15.                                                 | „End Theme”                                         |                                                     | Younge, Muhammad | 1:41                                                |
| 16.                                                 | „Coffee at Midnight”                                |                                                     | Younge, Muhammad | 1:31                                                |
| 17.                                                 | „Red-Handedly Blameless”                            |                                                     | Younge, Muhammad | 2:57                                                |
| 18.                                                 | „Always Forward Pops”                               |                                                     | Younge, Muhammad | 1:19                                                |
| 19.                                                 | „Unveil the Bride”                                  |                                                     | Younge, Muhammad | 1:46                                                |
| 20.                                                 | „Shameek’s D”                                       |                                                     | Younge, Muhammad | 2:19                                                |
| 21.                                                 | „The Plan”                                          |                                                     | Younge, Muhammad | 1:48                                                |
| 22.                                                 | „Requiem for Phife”                                 |                                                     | Younge, Muhammad | 3:43                                                |
| 23.                                                 | „We Had Coffee”                                     |                                                     | Younge, Muhammad | 0:55                                                |
| 24.                                                 | „Pops Is Gone”                                      |                                                     | Younge, Muhammad | 2:48                                                |
| 25.                                                 | „Theme”                                             |                                                     | Younge, Muhammad | 1:09                                                |
| 26.                                                 | „Greed Becomes Me”                                  |                                                     | Younge, Muhammad | 0:35                                                |
| 27.                                                 | „Bulletproof Love”                                  | Method Man                                          | Younge, Muhammad | 2:12                                                |
| 28.                                                 | „Microphone Check Five’O”                           |                                                     | Younge, Muhammad | 0:56                                                |
| 29.                                                 | „Luke’s Freedom”                                    |                                                     | Younge, Muhammad | 4:52                                                |
| 30.                                                 | „Uptown Claire”                                     |                                                     | Younge, Muhammad | 0:43                                                |
| 31.                                                 | „Shades Beware”                                     |                                                     | Younge, Muhammad | 0:44                                                |
| 32.                                                 | „Misty Resolute”                                    |                                                     | Younge, Muhammad | 1:28                                                |
| 33.                                                 | „Fresh Air”                                         |                                                     | Younge, Muhammad | 1:24                                                |
| 34.                                                 | „Kinda Strong”                                      |                                                     | Younge, Muhammad | 0:37                                                |
| 35.                                                 | „Big Man Little Jacket”                             |                                                     | Younge, Muhammad | 1:06                                                |
| 36.                                                 | „Scarfe’s Dying”                                    |                                                     | Younge, Muhammad | 2:17                                                |
| 37.                                                 | „Claire’s Wisdom”                                   |                                                     | Younge, Muhammad | 1:13                                                |
| 38.                                                 | „Gun Threat”                                        |                                                     | Younge, Muhammad | 2:40                                                |
| 39.                                                 | „Bad Love”                                          |                                                     | Younge, Muhammad | 1:16                                                |
| 40.                                                 | „Finding Chico”                                     |                                                     | Younge, Muhammad | 1:22                                                |
| 41.                                                 | „I Am Carl Lucas”                                   |                                                     | Younge, Muhammad | 1:04                                                |
| 42.                                                 | „Crispus Attucks”                                   |                                                     | Younge, Muhammad | 0:47                                                |
| 43.                                                 | „Hideout”                                           |                                                     | Younge, Muhammad | 2:22                                                |
| 44.                                                 | „Cuban Coffee”                                      |                                                     | Younge, Muhammad | 0:44                                                |
| 45.                                                 | „Like a Brother”                                    |                                                     | Younge, Muhammad | 1:24                                                |
| 46.                                                 | „Cottonmouth’s Clamp”                               |                                                     | Younge, Muhammad | 1:38                                                |
| 47.                                                 | „Survival”                                          |                                                     | Younge, Muhammad | 1:01                                                |
| 48.                                                 | „Cottonmouth Theme”                                 |                                                     | Younge, Muhammad | 0:19                                                |
| 49.                                                 | „Luke Cops”                                         |                                                     | Younge, Muhammad | 1:12                                                |
| 50.                                                 | „Crushin’ On Reva”                                  |                                                     | Younge, Muhammad | 1:07                                                |
| 51.                                                 | „Beloved Reva”                                      |                                                     | Younge, Muhammad | 1:24                                                |
|                                                     |                                                     |                                                     | | 1:35:09                                             |

## Promocja
18 marca 2016 roku wydano teaser serialu, który pojawiał się automatycznie zaraz po drugim sezonie serialu Daredevil. W lipcu podczas panelu na San Diego Comic-Conie pojawili się Mike Colter, Alfre Woodard, Mahershala Ali, Theo Rossi, Simone Missick, Frank Whaley i Cheo Hodari Coker, którzy promowali serial oraz zaprezentowali zwiastun i fragmenty serialu. Kilka dni później Coker wraz z obsadą pojawił się na panelu promując serię podczas Television Critics Association. Drugi zwiastun został udostępniony 9 sierpnia.
31 sierpnia pojawił się pierwszy z trzech odcinków promocyjnego miniserialu internetowego zatytułowanego Street Level Hero. Pierwszy odcinek, „The Music”, koncentruje się wokół muzyki w serialu i zawiera komentarze Cokera, Coltera, Adriana Younge’a, Alego Shaheeda Muhammada, ASAP Ferga i Method Mana. 27 września ukazał się drugi odcinek, zatytułowany „Harlem”, który skupia się na tytułowej nowojorskiej dzielnicy i jest opatrzony komentarzami Cokera, Coltera, ASAP Ferga, Method Mana i Dapper Dana. Natomiast trzeci i ostatni odcinek, „Luke”, pojawił się 4 listopada i dotyczył postaci Luke’a Cage’a, z wypowiedziami Cokera, Coltera, Alego, Method Mana, Dapper Dana i Briana Michaela Bendisa.
28 września odbyła się premiera pierwszych dwóch odcinków w Harlemie w Nowym Jorku. W wydarzeniu uczestniczyła obsada i ekipa produkcyjna sezonu oraz zaproszeni goście. Premierze tej towarzyszył czerwony dywan oraz szereg konferencji prasowych.

## Odbiór

### Oglądalność
Netflix nie publikuje zestawień oglądalności swoich produkcji, jednak firma Symphony Technology Group zebrała dane na podstawie osób korzystających z oprogramowania na swoich telefonach, które mierzy oglądalność na podstawie dźwięku programu. Według Symphony pierwszy sezon Luke’a Cage’a był na samym początku częściej oglądany niż Stranger Things i Making a Murderer, ale ostatecznie jego wyniki po pierwszym miesiącu były słabsze od obu tych seriali. Symphony oszacowało, że 6,34% widzów w wieku 18–49 lat oglądało Luke’a Cage’a w statystycznej minucie w ciągu pierwszych 32 dni po premierze, przy czym Making a Murderer i Stranger Things zgromadziło odpowiednio 9,1% i 9,81% widzów. Symphony oszacowało również, że 3,388 miliona widzów w wieku 18–49 lat oglądało odcinek Luke’a Cage’a w ciągu średniej minuty w pierwszy weekend po premierze. Firma Jumpshot, zajmująca się analityką marketingową, ustaliła, że sezon ten był czwartym najczęściej oglądanym sezonem w serwisie Netflix w ciągu pierwszych 30 dni po premierze, zdobywając 27% widzów drugiego sezonu Daredevila, który to według Jumpstart był najczęściej oglądanym sezonem. W badaniu Jumpshot, które „analizuje dane dotyczące strumienia kliknięć z panelu internetowego obejmującego ponad 100 milionów konsumentów”, przyjrzano się zachowaniom i aktywności użytkowników firmy w Stanach Zjednoczonych w zakresie oglądalności, biorąc pod uwagę względną liczbę widzów serwisu Netflix w Stanach Zjednoczonych, którzy obejrzeli co najmniej jeden odcinek sezonu serialu.

### Krytyka w mediach
Pierwszy sezon serialu spotkał się z pozytywną oceną krytyków. W serwisie Rotten Tomatoes 90% z 72 recenzji uznano za pozytywne, a średnia ocen wystawionych na ich podstawie wyniosła 8/10. Na portalu Metacritic średnia ważona ocen z 30 recenzji wyniosła 79 punktów na 100.
Olly Richards z „Empire Magazine” uznał, że ambicje pierwszego sezonu Luke’a Cage’a „są większe niż w przypadku innych seriali Marvela dla Netfliksa” oraz że „kładzie większy nacisk na postacie niż na konwencje komiksowe”. Ponadto Richards stwierdził, że „zapowiada się genialny serial, jeśli uda mu się stworzyć bardziej porywającą historię”. Jack Hamilton ze „Slate Magazine” ocenił, że „jednym z największych triumfów Luke’a Cage’a jest wykorzystanie muzyki, która wybrzmiewa bardziej wyraźnie i energetycznie niż w jakiejkolwiek poprzedniej produkcji Marvela”. David Betancourt z „The Washington Post” w swojej recenzji napisał, że „jest to najlepszy serial Marvela i Netflixa do tej pory” oraz uznał, że wyprodukowano coś „co jest niezaprzeczalnie i bezpardonowo czarne oraz piękne”. Terri Schwartz z IGN uznała, że: „Luke Cage nie osiągnął szczytu Daredevila czy Jessiki Jones, a jego wadliwa druga połowa zaciera to, co było fantastycznego w tym sezonie. Mimo to ma coś ważnego do przekazania i interesujące nowe postaci; Luke Cage jest kolejnym wygranym serialem Marvela dla Netflixa”. Ali Barthwell z The A.V. Club stwierdził, że „na szczęście dla widzów Luke Cage jest bardziej autentycznie czarny; [jest] listem miłosnym do czarnego ciała i otwarciem dla czarnej społeczności z kultowymi obrazami Harlemu wyświetlanymi na plecach tytułowego bohatera”. Maureen Ryan z „Variety” oceniła, że „niezwykle charyzmatyczny występ Mike’a Coltera i solidna praca reszty obsady serialu wystarczą, by powiększane telewizyjne uniwersum Marvela przetrwało trudne chwile”. Alex Abad-Santos z Vox stwierdził, że „Luke Cage nie jest już tą samą postacią, którą był, gdy powstawał ponad czterdzieści lat temu. Ale serial go nie przyćmiewa, ani nie zaprzecza jego korzeniom, ponieważ to właśnie te korzenie sprawiają, że spojrzenie twórcy serialu, Cheo Hodari Cokera, na Luke’a Cage’a, jest tak fascynujące”.

Piotr Nowacki z gram.pl uznał, że „serial otwarcie celebruje czarną kulturę Ameryki – bohaterom akompaniuje świetna ścieżka dźwiękowa (chyba nawet lepsza niż w Stranger Things), w której dominuje funk, bohaterowie dyskutują o czarnych poetach, a biuro jednej z postaci zdobi wielkie zdjęcie słynnego rapera Notorious B.I.G.–a”. Z kolei Szymon Góraj z Movies Room stwierdził, że:
Luke Cage to prawdopodobnie najbardziej nierówna pozycja w dotychczasowym gronie czempionów od Netflixa. Mógłby dorównać zarówno Daredevilowi, jak i Jessice Jones (wykorzystując w pełni swój potencjał miałby nawet niewielkie szanse, żeby ich w jakimś elemencie pobić), jednakże koniec końców nie wyciągnięto z niego tyle, ile się mogło. Lecz, by nie popaść w skrajność, należy zaznaczyć, iż mogło być również znacznie gorzej. I tak możemy być naprawdę zadowoleni, oglądając oryginalny w swoim gatunku i niezwykle ciekawy portret mało do tej pory wyeksponowanej części marvelowskiego uniwersum. 
Aleksander Dobrzyński i Radosław Czyż z „Gazety Wyborczej” stwierdzili, że „gdybyśmy, umierając, mieli do wyboru jeden, ostatni serial do obejrzenia, raczej nie wybralibyśmy Luke’a Cage’a, tylko bliską mu Jessikę Jones. W każdej innej sytuacji po Luke’a sięgnąć warto i z pięknym, czarnym, niezniszczalnym poznać się bliżej”. Piotr Piskozub z NaEkranie.pl ocenił, że „Luke Cage to serial, który uczy nas, że w świecie superbohaterów bluza z kapturem może mieć większą moc sprawczą niż lateksowy kostium i peleryna. Heroiczne abrakadabra ustępuje tu miejsca pytaniom o ludzką tożsamość”. Mateusz Piesowicz z serwisu Serialowa napisał, że „Luke Cage wcale nie korzystał z już wyrobionych marek swoich popularnych towarzyszy. Wyrobił za to swoją, na tyle wyjątkową, że chciałbym wrócić do Harlemu na dłuższą chwilę i mam nadzieję, że do tego dojdzie”.

### Nagrody i nominacje
| Rok  | Ceremonia                           | Kategoria                                                                                        | Nominowani                                     | Rezultat  | Przypis         |
| ---- | ----------------------------------- | ------------------------------------------------------------------------------------------------ | ---------------------------------------------- | --------- | --------------- |
| 2016 | Hollywood Music in Media Awards     | Najlepsza muzyka do sekwencji tytułowej w serialu telewizyjnym                                   | Adrian Younge, Ali Shaheed Muhammad            | Nominacja | [ 133 ]         |
| 2017 | People’s Choice Awards              | Ulubiony specjalny serial fantastycznonaukowy lub fantasy                                        | Luke Cage                                      | Nominacja | [ 134 ]         |
| 2017 | Nagrody Gildii Aktorów Ekranowych   | Najlepszy zespół kaskaderski w serialu komediowym lub dramatycznym                               | Luke Cage                                      | Nominacja | [ 135 ]         |
| 2017 | NAACP Image Awards                  | Najlepszy aktor w serialu dramatycznym                                                           | Mike Colter                                    | Nominacja | [ 136 ]         |
| 2017 | NAACP Image Awards                  | Najlepszy scenariusz w serialu dramatycznym                                                      | Akela Cooper (za odcinek „Przeznaczenie”)      | Nominacja | [ 136 ]         |
| 2017 | Golden Reel Awards                  | Najlepszy montaż muzyki w odcinku serialu                                                        | Michael Brake (za odcinek „Wśród chaosu”)      | Nominacja | [ 137 ]         |
| 2017 | Peabody Awards                      | Najlepszy program rozrywkowy                                                                     | Luke Cage                                      | Nominacja | [ 138 ]         |
| 2017 | MTV Movie & TV Awards               | Najlepszy bohater                                                                                | Mike Colter jako Luke Cage                     | Nominacja | [ 139 ]         |
| 2017 | MTV Movie & TV Awards               | Najlepsza walka z systemem                                                                       | Luke Cage                                      | Nominacja | [ 139 ]         |
| 2017 | BET Awards                          | Najlepszy aktor                                                                                  | Mahershala Ali                                 | Wygrana   | [ 140 ]         |
| 2017 | Saturn Awards                       | Najlepszy serial w nowych mediach                                                                | Luke Cage                                      | Wygrana   | [ 141 ]         |
| 2017 | Saturn Awards                       | Najlepszy aktor w serialu telewizyjnym                                                           | Mike Colter                                    | Nominacja | [ 141 ]         |
| 2017 | Black Reel TV Awards                | Najlepszy serial dramatyczny                                                                     | Luke Cage                                      | Nominacja | [ 142 ] [ 143 ] |
| 2017 | Black Reel TV Awards                | Najlepszy aktor w serialu dramatycznym                                                           | Mike Colter                                    | Nominacja | [ 142 ] [ 143 ] |
| 2017 | Black Reel TV Awards                | Najlepsza aktorka drugoplanowa w serialu dramatycznym                                            | Rosario Dawson                                 | Nominacja | [ 142 ] [ 143 ] |
| 2017 | Black Reel TV Awards                | Najlepszy występ gościnny w serialu dramatycznym                                                 | Mahershala Ali                                 | Wygrana   | [ 142 ] [ 143 ] |
| 2017 | Black Reel TV Awards                | Najlepszy występ gościnny w serialu dramatycznym                                                 | Frankie Faison                                 | Nominacja | [ 142 ] [ 143 ] |
| 2017 | Black Reel TV Awards                | Najlepszy scenariusz w serialu dramatycznym                                                      | Cheo Hodari Coker (za odcinek „Chwila prawdy”) | Wygrana   | [ 142 ] [ 143 ] |
| 2017 | Black Reel TV Awards                | Najlepsza reżyseria w serialu dramatycznym                                                       | Clark Johnson (za odcinek „Znasz mój styl”)    | Nominacja | [ 142 ] [ 143 ] |
| 2017 | Black Reel TV Awards                | Najlepsza muzyka w serialu dramatycznym, komediowym, limitowanym lub filmie telewizyjnym         | Adrian Younge, Ali Shaheed Muhammad            | Nominacja | [ 142 ] [ 143 ] |
| 2017 | Primetime Creative Arts Emmy Awards | Najlepszy występ kaskaderski w serialu dramatycznym, serialu limitowanym lub filmie telewizyjnym | James Lew                                      | Wygrana   | [ 144 ]         |
| 2017 | Hollywood Music in Media Awards     | Najlepsza muzyka do sekwencji tytułowej w serialu telewizyjnym                                   | Adrian Younge, Ali Shaheed Muhammad            | Nominacja | [ 145 ]         |
| 2017 | Hollywood Music in Media Awards     | Najlepsza oryginalna piosenka w serialu telewizyjnym                                             | Method Man za „Bulletproof Love”               | Nominacja | [ 145 ]         |